# Anton de Rooij
Anton de Rooij (27 september 1967) is een Nederlandse rolstoelbasketballer.
De Rooij brak in 1986 tijdens een motorcrosswedstrijd in Zevenhoven zijn rug. Daarbij liep hij een complete dwarslaesie op. Tijdens de revalidatie in Revalidatiecentrum De Hoogstraat in Leersum kwam hij in aanraking met het rolstoelbasketbal. Zijn eerste wedstrijd voor het Nederlands Rolstoelbasketbalteam speelde hij in 1988.
De Rooij heeft meegedaan aan de Paralympische Zomerspelen 1992 te Barcelona, 1996 te Atlanta, 2000 te Sydney en 2004 te Athene. 
in maart 2018 speelde hij zijn 700ste interland voor het Nederlandse team.